# Khu dự trữ sinh quyển Alto Golfo de California
Khu dự trữ sinh quyển Alto Golfo de California là một khu dự trữ sinh quyển thế giới nằm ở tiểu bang Sonora, cực tây bắc Mexico. Khu bảo tồn có diện tích 1.652.110 hécta (6.378,8 dặm vuông Anh) bao gồm khu bảo tồn khu dự trữ sinh quyển El Pinacate y Gran Desierto de Altar và Bahia Adair trên ranh giới của vịnh California. Hình thành địa chất núi lửa với miệng núi lửa, cồn cát, ốc đảo, bãi biển, và sự đa dạng của các loài thực vật tạo ra cảnh quan đặc biệt của nó. Khu bảo tồn được thành lập vào năm 1993 bởi tổng thống Mexico với tên gọi khu dự trữ sinh quyển Thượng Vịnh California và Đồng bằng sông Colorado sau đó được mở rộng vào năm 1995.
Tính đến năm 1990, có 129.516 cư dân sống trong vùng chuyển tiếp và vùng đệm, chủ yếu tham gia vào hoạt động nông lâm nghiệp, khai khoáng và chăn nuôi gia súc chủ yếu ở các vùng ven biển. Một trong những hoạt động kinh tế quan trọng nhất trong các khu vực chuyển tiếp là sự tồn tại của các doanh nghiệp quốc tế ở San Luis Río Colorado, với khoảng 5.880 người sống trong các làng đô thị.
Khu dự trữ sinh quyển này được quản lý bởi chính quyền thành phố Mexicali của bang Baja California cùng hai thành phố Puerto Peñasco và San Luis Río Colorado của bang Sonora.

## Mô tả
Khu dự trữ sinh quyển El Pinacate y Gran Desierto de Altar là một khu dự trữ sinh quyển thế giới và là Di sản thế giới của UNESCO. Nó nằm trong hoang mạc Sonora ở phía đông vùng sinh thái Gran Desierto de Altar, ngay phía nam biên giới Mexico với Arizona, Hoa Kỳ và phía bắc của thành phố Puerto Peñasco. Một hệ thống núi lửa, được gọi là Santa Clara là tính năng chính của khu vực này, bao gồm ba đỉnh núi Pinacate, Carnegie và Medio.
Bahia Adair hay vịnh Adair là một vịnh ở cuối phía bắc của vịnh California. Có ba môi trường sống khác nhau gồm đất ngập nước, giếng phun và chảo muối. Các loài động vật có nguy cơ tuyệt chủng sống trong khu vực, bao gồm một loài đặc hữu là cá sóc hoang mạc (Cyprinodon macularius).